# Cristianização da Escandinávia

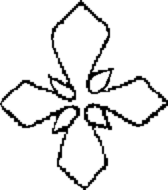
A cruz cristã da Pedra de Frösö, simbolizando a Cristianização de Jemtlândia

A Cristianização da Escandinávia aconteceu entre os séculos VIII e XII. Os reinos da Escandinávia, Dinamarca, Noruega e Suécia estabeleceram suas próprias Arquidioceses, responsáveis diretamente ao papa, em 1103, 1154 e 1164, respectivamente. A conversão para o Cristianismo do povo escandinavo necessitaria mais tempo, uma vez que precisava de esforços adicionais para estabelecer uma rede de igrejas. Os lapões permaneceram fora desse processo até o século XVIII.
Da fato, apesar de os escandinavos terem se tornado nominalmente cristãos, foi preciso um tempo consideravelmente maior para as crenças cristãs realmente se estabelecerem entre a população. As antigas tradições viquingues que haviam provido segurança e estrutura desde os tempos antigos foram contestadas por ideias que eram desconhecidas, como o pecado original, a encarnação, e a Trindade. Escavações arqueológicas de locais de sepultamento na ilha de Lovön próximos à atual Estocolmo mostraram que a cristianização das pessoas foi na realidade bem devagar e levou pelo menos 150-200 anos, e esta era um local central do reino sueco. Inscrições de runas do século XIII a partir do município mercante de Berga na Noruega mostram pouca influência cristã, e uma delas recorre a uma Valquíria. Nesta época, conhecimento suficiente da religião nórdica permaneceu para ser preservado em fontes como os Eddas, na Islândia.